# Frison (Einheit)
Der Frison war ein französisches Volumenmaß für Flüssigkeiten. Das Maß war in der Normandie verbreitet. Für die Lombardei ist die Gleichsetzung des Frison angeführt.
- Normandie 1 Frison = 2 Pots = 4 Pinten (Pariser)[1]
- Lombardei 1 Frison = 2 Maß (Wiener) = 2 2/5 Seidel[2]
- allgemein 1 Frison = 196 Pariser Kubikzoll = 3,888 Liter[3]